# Centro Europeo para las Lenguas Modernas
El Centro Europeo para las Lenguas Modernas fue fundado el 8 de abril de 1994 como "Acuerdo parcial ampliado" del Consejo de Europa. El acuerdo parcial es "ampliado", lo que significa que los estados no miembros del Consejo de Europa también pueden unirse al CELM. El CELM forma parte del Departamento de Educación, que a su vez depende de la Dirección General de Democracia. La Resolución (94) 10 estableció el CELM para una fase piloto hasta diciembre de 1997. Se estipuló además que un grupo de evaluación externo debería evaluar el desempeño del CELM durante este período. Basándose en las recomendaciones positivas de esta evaluación, el Comité de Ministros del Consejo de Europa adoptó en julio de 1998 la Resolución (98) 11 para convertirlo en una institución permanente. Esta resolución establece los fines y objetivos del CELM, define sus estructuras y describe la composición y tareas de cada órgano.
El CELM forma parte del Convenio Cultural Europeo, adoptado el 19 de diciembre de 1954 en París (Francia). El presente Convenio ha fijado como objetivo "desarrollar la comprensión mutua entre los pueblos de Europa y la valoración recíproca de su diversidad cultural, salvaguardar la cultura europea, promover las contribuciones nacionales al patrimonio cultural común de Europa, respetando al mismo tiempo los mismos valores fundamentales, fomentando, en particular, el estudio de las lenguas, la historia y la civilización de las Partes en la Convención".

## Misión
La misión del CELM es fomentar la excelencia y la innovación en la enseñanza de idiomas y apoyar a sus Estados miembros  en la aplicación de políticas eficaces de enseñanza de idiomas. Para lograr ese objetivo, el Centro coopera con los responsables de la toma de decisiones nacionales y con expertos en lenguas, diseñando soluciones innovadoras basadas en la investigación y abordando los desafíos actuales en este campo.

## Programa de actividades y proyectos del CELM
La orientación de los programas la determinan los Estados miembros y refleja las prioridades nacionales, las tendencias emergentes y los nuevos desafíos en la enseñanza de idiomas. El programa, coordinado por el CELM, tiene una duración de cuatro años. Se compone de:
- Una fase de "desarrollo", que tiene como objetivo aportar respuestas a las cuestiones identificadas.
- Una fase de "mediación", con actividades de formación y asesoramiento personalizadas para los Estados miembros, así como iniciativas dirigidas a un público más amplio, como el Día Europeo de las Lenguas, conferencias y seminarios web.

### Áreas temáticas del CELM
El trabajo y los recursos del CELM se centran en nueve pilares temáticos:
- las habilidades de los profesores y estudiantes de idiomas[8]
- educación multilingüe e intercultural[9]
- aprendizaje de idiomas desde una edad temprana[10]
- idiomas de escolarización[11]
- enseñanza de una asignatura integrada con una lengua extranjera[12]
- currículos y evaluación[13]
- educación lingüística e integración profesional de los inmigrantes[14]
- nuevos medios en la enseñanza de idiomas[15]
- lenguas de signos[16]

### Día Europeo de las Lenguas
Por iniciativa del Consejo de Europa, el Día Europeo de las Lenguas se celebra cada año desde el 26 de septiembre de 2001, en colaboración con la Comisión Europea.
El CELM coordina este Día en estrecha colaboración con los contactos nacionalesde los 46 Estados miembros del Consejo de Europa.

## Redes CELM

### Estados miembros
Los organismos oficiales de los 36 Estados miembros del CELM son:
- El Comité de Dirección: es el órgano ejecutivo del centro.
- Las Autoridades Nacionales de Nominación: son las responsables de la nominación de expertos nacionales para las actividades del centro.
- Los Puntos de Contacto Nacional: son los encargados de difundir los logros del proyecto y la información sobre el trabajo del centro a través de redes nacionales.
- La asociación austriaca (Verein EFSZ in Österreich) gestiona la infraestructura del CELM en Graz (Austria) y las relaciones entre el centro y las autoridades austriacas.

### Cooperación con la Comisión Europea
La asociación entre el CELM y la Comisión Europea ofrece oportunidades de formación profesional a los expertos lingüísticos de los Estados miembros del CELM y de la Unión Europea.

### Cooperación con el Foro para la red profesional
El CELM trabaja en colaboración con un gran número de asociaciones e instituciones no gubernamentales internacionales en el ámbito de la enseñanza y evaluación de idiomas a través de su Foro de Redes Profesionales que permite el intercambio de conocimientos. Los miembros del Foro son:
- Consejo Americano para la Enseñanza de Idiomas Extranjeros (ACTFL),
- Asociación Internacional de Lingüística Aplicada (AILA),
- Asociación de Evaluadores de Idiomas de Europa (ALTE),
- Confederación Europea de Centros de Lenguas en la Educación Superior (CercleS),
- Asociación Europea de Evaluación y Pruebas de Idiomas (EALTA),
- Evaluación y Acreditación de Servicios Lingüísticos de Calidad (EAQUALS),
- Plataforma Europea de la Sociedad Civil para el Multilingüismo (ECSPM),
- Educación y Diversidad Lingüística y Cultural (EDiLiC),
- Consejo Europeo de las Lenguas (ELC),
- Federación Europea de Instituciones Nacionales de Lenguas (EFNIL),
- Asociación Europea de Padres (EPA),
- Institutos Nacionales de Cultura de la Unión Europea (EUNIC),
- Federación Internacional de Profesores de Lenguas Modernas (FIPLV),
- Asociación Internacional de Multilingüismo (IAM),
- Conferencia Internacional de Certificación e. V. (CPI),
- Instituto de Lenguas Oficiales y Bilingüismo (OLBI) de la Universidad de Ottawa .

#### Cooperación con el Instituto de Lenguas Oficiales y Bilingüismo (ILOB) de la Universidad de Ottawa
Desde la firma de un Memorando de Cooperación y Enlace el 22 de enero de 2008, el CELM y la Universidad de Ottawa (a través del ILOB) cooperan estrechamente para garantizar la difusión del trabajo del CELM en Canadá e involucrar a expertos canadienses en sus actividades y proyectos.
Se centra en particular en proyectos relacionados con el Marco Común Europeo de Referencia para las Lenguas (MCER), del Consejo de Europa.

### Cooperación con la Red de Lenguas de Graz
La red lingüística de Graz (en alemán: Sprachen Netzwerk Graz) se fundó en 2007 por iniciativa de la Asociación Austriaca del Centro Europeo de Lenguas Modernas (en alemán: Verein Europäisches Fremdsprachenzentrum in Österreich). Reúne a las principales organizaciones regionales y locales en el ámbito de la educación y la cultura para promover el multilingüismo y la diversidad lingüística a través de iniciativas conjuntas, como el Festival de Idiomas anual de Graz.

## Artículos relacionados
- Los idiomas en Europa
- Los idiomas en la Unión Europea